# Jean-de-Dieu-Raymond de Boisgelin de Cucé
Jean-de-Dieu-Raymond de Boisgelin de Cucé (ur. 27 lutego 1732 w Rennes, zm. 22 sierpnia 1804 w Angervilliers) – francuski kardynał.

## Życiorys
Urodził się 27 lutego 1732 roku w Rennes, jako syn Renauda Gabriela de Boisgelina de Cucé i Jeanne Françoise Marie du Roscoët. Studiował w Paryżu i Rzymie, uzyskując licencjaty z teologii, prawa kanonicznego i cywilnego. W 1755 roku przyjął święcenia kapłańskie. 27 marca 1765 roku został biskupem Lavaur, a 28 kwietnia przyjął sakrę. Sześć lat później zrezygnował z zarządzania diecezją i został arcybiskupem Aix-en-Provence. W 1776 roku został członkiem Akademii Francuskiej, a w 1789 – Stanów Generalnych. Ponieważ odmówił złożenia przysięgi na Konstytucję, w 1792 roku musiał się udać się na wygnanie do Wielkiej Brytanii. Przebywając tam wstrzymywał się od krytykowania nowego porządku rzeczy, a po uchwaleniu konkordatu z 1801 roku, powrócił do Francji. W 1801 roku zrezygnował z zarządzania archidiecezją, a rok później został arcybiskupem Tours. 17 stycznia 1803 roku został kreowany kardynałem prezbiterem, jednak nie otrzymał kościoła tytularnego. W tym samym roku został senatorem, a rok później Wielkim Oficerem Legii Honorowej. Zmarł 22 sierpnia 1804 roku w Angervilliers.